# Campionati mondiali di pentathlon moderno 2007
I campionati mondiali di pentathlon moderno 2007 si sono svolti a Berlino, in Germania, dove si sono disputate le gare maschili e femminili, individuali ed a squadre.

## Risultati

### Maschili
| Evento              | Oro                                                    | Argento                                                | Bronzo                                                 |
| Individuale         | Viktor Horváth                                         | Il'ja Frolov                                           | Róbert Németh                                          |
| A squadre           | Germania Steffen Gebhardt Eric Walther Sebastian Dietz | Rep. Ceca Michal Michalík David Svoboda Libor Capalini | Ungheria Viktor Horváth Gábor Balogh Sándor Fülep      |
| Staffetta a squadre | Germania Eric Walther Sebastian Dietz Steffen Gebhardt | Cina Qian Zhenhua Cao Zhongrong Xu Yunqi               | Rep. Ceca Michal Michalík David Svoboda Ondřej Polívka |

### Femminili
| Evento              | Oro                                                                   | Argento                                                    | Bronzo                                                            |
| Individuale         | Amélie Caze                                                           | Lena Schöneborn                                            | Laura Asadauskaitė                                                |
| A squadre           | Bielorussia Hanna Archipenka Anastasija Samusevič Taccjana Mazurkevič | Germania Lena Schöneborn Janine Kohlmann Eva Trautmann     | Russia Ljudmila Sirotkina Tat'jana Muratova Evdokija Grečišnikova |
| Staffetta a squadre | Regno Unito Katherine Livingston Mhairi Spence Lindsey Weedon         | Polonia Paulina Boenisz Sylwia Czwojdzińska Marta Dziadura | Germania Lena Schöneborn Eva Trautmann Janine Kohlmann            |

## Medagliere
| Posizione | Paese       |   |   |   | Totale |
| --------- | ----------- | - | - | - | ------ |
| 1         | Germania    | 2 | 2 | 1 | 5      |
| 2         | Ungheria    | 1 | 0 | 2 | 3      |
| 3         | Bielorussia | 1 | 0 | 0 | 1      |
| 3         | Francia     | 1 | 0 | 0 | 1      |
| 3         | Regno Unito | 1 | 0 | 0 | 1      |
| 6         | Rep. Ceca   | 0 | 1 | 1 | 2      |
| 6         | Russia      | 0 | 1 | 1 | 2      |
| 8         | Cina        | 0 | 1 | 0 | 1      |
| 8         | Polonia     | 0 | 1 | 0 | 1      |
| 10        | Lituania    | 0 | 0 | 1 | 1      |
| Totale    | Totale      | 6 | 6 | 6 | 18     |